# Ростов-Ярославский сельскохозяйственный техникум
Ростов—Ярославский сельскохозяйственный техникум (ГОУ ЯО СПО РЯСХТ) — среднее образовательное учреждение в городе Ростове.

## История

### Техническое училище
В 1916 году, на заседании городской думы, главный инженер Ростовской льняной мануфактуры В. А. Мишке предложил создать в городе техническое училище, поскольку в Ростове и соседних уездах и губерниях находилось много промышленных предприятий. Однако, в итоге был выбрано такое направление обучения, как сельскохозяйственное машиностроение. Вторым аргументом в пользу создания среднего технического училища было то, что в Ростове должен был открыться университет, а по замыслу городской думы он должен был стать именно технического профиля (предполагалось открыть университет с одним факультетом — Физико-Математическим с техническими отделениями). Для поддержания училища Министерство народного просвещения согласилось выделять до 3/4 от всех ежегодных расходов, остальные расходы должно было взять на себя земство. Так же были собраны пожертвования в размере 50 тысяч рублей. Для училища выделили участок земли на улице Покровской на котором анонимный жертвователь обещал построить здание, а на первое время была снята родовая усадьба Кекиных. Первый приём состоял из 15 человек.
В первые годы советской власти училище было переименовано в Ростовский механический техникум сельскохозяйственного машиностроения, туда начали принимать девушек, не успевших закончить Марииненскую гимназию, так же был сформирован класс состоявший из бывших гимназистов и студентов расформированного педагогического техникума. Часть профильных дисциплин читали преподаватели московских ВУЗов.
Впоследствии техникум был преобразован в Ростовскую профтехшколу, которая в 1930 году была реорганизована в Ростовский техникум механизации и электрификации сельского хозяйства . По воспоминаниям современников в ведение техникума находился «Хлебниковский сад». В послевоенные годы при техникуме действовал научно-исследовательский пункт по разработке и испытанию картофелеуборочного комбайна.

### Сельскохозяйственный техникум
К 1918 году назревает необходимость в подготовке кадров в области сельского хозяйства и Ростовский союз кооператоров заслушивает доклад директора технического училища Григория Николаевича Вержина и учителя гимназии Нацевича об открытие при училище отделения сельхозтехнологии и огородничества. Союз кооператоров решает выделить на это мероприятие 60 000 рублей. Но союз в августе 1918 года решает открыть самостоятельное учебное заведение, начался поиск места для расположения сельскохозяйственного производства, а техническое училище вместе с Центральным союзом плодоводства разрабатывает образовательные программы для техникума.
В 1920 году принимается составленное профессором Л. М. Лялиным положение о техникуме и просит уездный исполком передать в постоянное пользование усадьбу «Воронино», а Наркомпрос просят утвердить Ляпина организатором техникума. По положению срок обучения в техникуме составлял 4 года.
9 декабря 1920 года техникум открывается. К 1925 году в нём учится 97 студентов и работает 21 человек, из них 10 преподавателей и 2 лаборанта.
В начале 20-х годов техникуму передается усадьба Титова, сад при которой стал биосадом техникума, что позволяло проводить практику по садоводству и огородничеству. Кроме учебной работы техникум проводил и научно-исследовательскую деятельность в области почвоведения (изучались кислотности почв Ростовского района, проводился поиск сырья для производства минеральных удобрений), селекции овощей (были выведены морозостойкие помидоры) и других местных культур (лук, цикорий).
В 1960 году, согласно приказу министерства сельского хозяйства РСФСР два техникума были объединены. В 1966 году техникум переехал в новое здание. В 1973 году агрономическое отделение было упразднено, вместо него было создано строительное.

## Сегодня
В составе техникума действует четыре отделения: механизации сельского хозяйства, электрификации, строительное и заочное.

## Здания
Техникум обладает комплексом зданий на юго-западе Ростова, причём рядом с главным зданием в 80—90—х должен был появится лабораторный корпус и мастерские.
| Корпус                 | Адрес                                  | Используется                                          | Фотография |
| ---------------------- | -------------------------------------- | ----------------------------------------------------- | ---------- |
| Главное здание         | ул. ул. Октябрьская, д. 45             | администрация, отделение механизации и электрификации |            |
| Строительное отделение | ул. Ленинская, д. 56 (Особняк Титовых) | Строительное отделение                                |            |
| Мастерская, кузница    | ул. Ленинская, д. 32 (двор)            |                                                       |            |
| Учебное хозяйство      | Песочное                               |                                                       |            |
| Общежитие              | ул. Октябрьская, д. 47                 |                                                       |            |
| Общежитие              | ул. Ленинская, д. 63                   |                                                       |            |

## Известные преподаватели
- Мишке, Вячеслав Антонович — технический директор Ростовской льняной мануфактуры, первый директор училища.
- Галашин, Сергей Александрович — профессор Московского университета.
- Чижиков, Николай Васильевич — краевед, селекционер. Преподавал растениеводство[12], основатель Иловецкой сельскохозяйственной школы и Иловецкой луговой базы[11].
- Бузенков, Гавриил Михайлович — директор техникума, академик ВАСХНИЛ.
- Желиговский, Владислав Александрович — преподавал спецдисциплины[9], академик ВАСХНИЛ[13]
- Карпов, Григорий Карпович — профессор, доктор с.-х. наук, директор НИИ плодоводства им. И. В. Мичурина ВАСХНИЛ[14].
- Руденко, Анатолий Константинович — народный депутат России, глава Ростовского района с 1996 по 2004 год, депутат Государственной думы Ярославской области (2000—2004)[15].

## Известные выпускники
- Дворников, Михаил Павлович (род. 1906, выпуск 1928) — лауреат Сталинской премии (1952).
- Замыслов, Валерий Александрович (род. 1938, выпуск 1959)  — русский советский писатель.
- Косарева, Зинаида Дмитриевна (выпуск 193?) — председатель колхоза «Красный Холм» Ростовского района; Герой Социалистического Труда.
- Коршунова, Зоя Павловна (род. 1932, выпуск 1953) — овощевод совхоза имени Цюрупы Башкирской АССР; Герой Социалистического Труда (1973).
- Чекин, Александр Владимирович (род. 1953, выпуск ? (заочно)) — глава Семибратовского сельского округа, с 2004 года по 2008 году (4 созыв) возглавлял аграрную фракцию в Государственной думе Ярославской области[16].
- Степанов, Константин Анатольевич (род. 1958) — историк, исследователь системы образования Ростовского уезда.